# Lorenz Spengler
Pour les articles homonymes, voir Spengler.
Lorenz Spengler, né le 22 septembre 1720 à Schaffhouse et mort le 20 décembre 1807 à Copenhague, est un tourneur d'art sur bois et naturaliste danois d'origine suisse.

## Biographie
Lorenz Spengler naît à Schaffhouse, en Suisse, fils de Hans Konrad et de Maria Peter. Il fait un apprentissage de tourneur d'art sur bois à Ratisbonne. Il est introduit à la cour royale de Copenhague par Carl Marcus Tuscher (en) en 1743 et travaille comme tourneur d'art dès 1745, au service de Christian VI et plus tard de Frédéric V. Il épouse Gertraud Sabina Trott en 1756. Il administre la Kongens Kunstkammer (da) (cabinet royal de curiosités) de 1771 jusqu'à sa mort en 1807. Son fils, Johan Conrad Spengler (de), lui succède à cette fonction. Plusieurs de ses œuvres sont conservées au musée Allerheiligen de Schaffhouse et au château de Rosenborg, notamment un chandelier en ambre, réalisé d'après un dessin de Marcus Tuscher.
Naturaliste reconnu, il collectionne coquillages et minéraux et publie un traité sur les mollusques à coquille comprenant de nombreuses nouvelles descriptions d'espèces dont six sont encore valides en 1992.

## Hommages et distinctions
- 1761 : membre de l'Académie Léopoldine[4].
- Une espèce de tortue d'Asie du Sud-Est, Geoemyda spengleri, est nommée en son honneur[5], de même que l'espèce de tétraodons Sphoeroides spengleri[6].

## Galerie

Lorenz Spengler
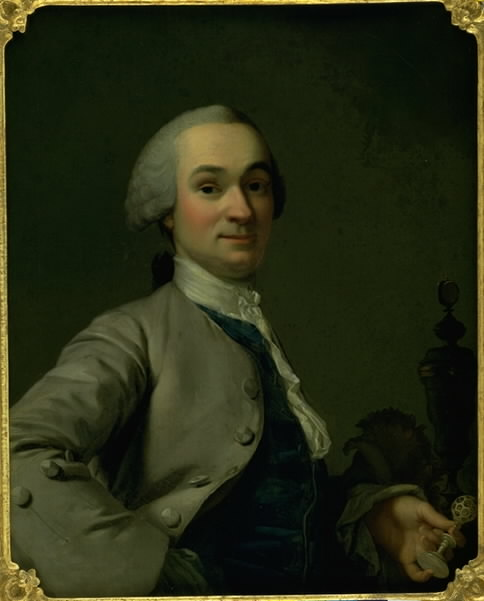
Vers 1756-1757
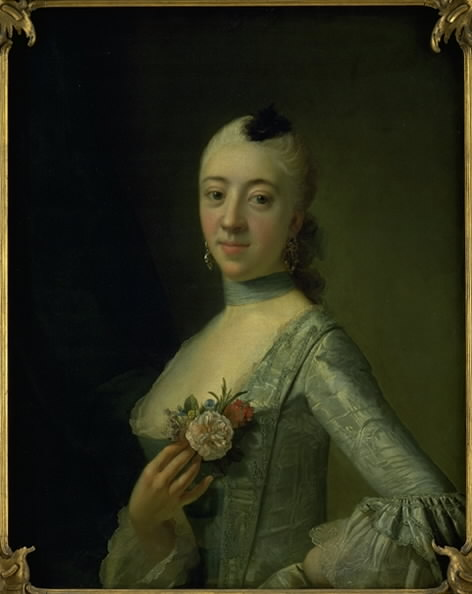
Gertraud Sabina Trott
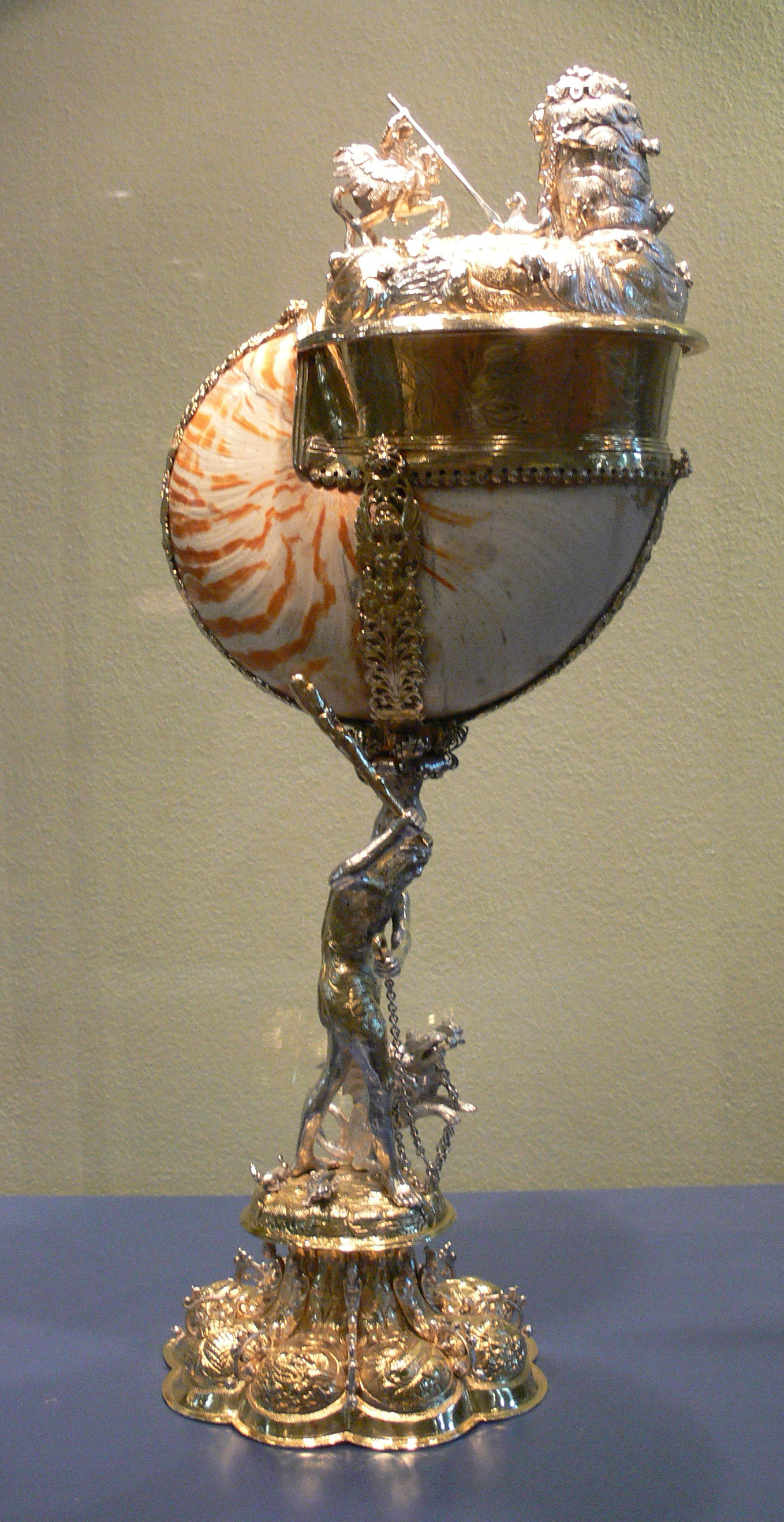
1773
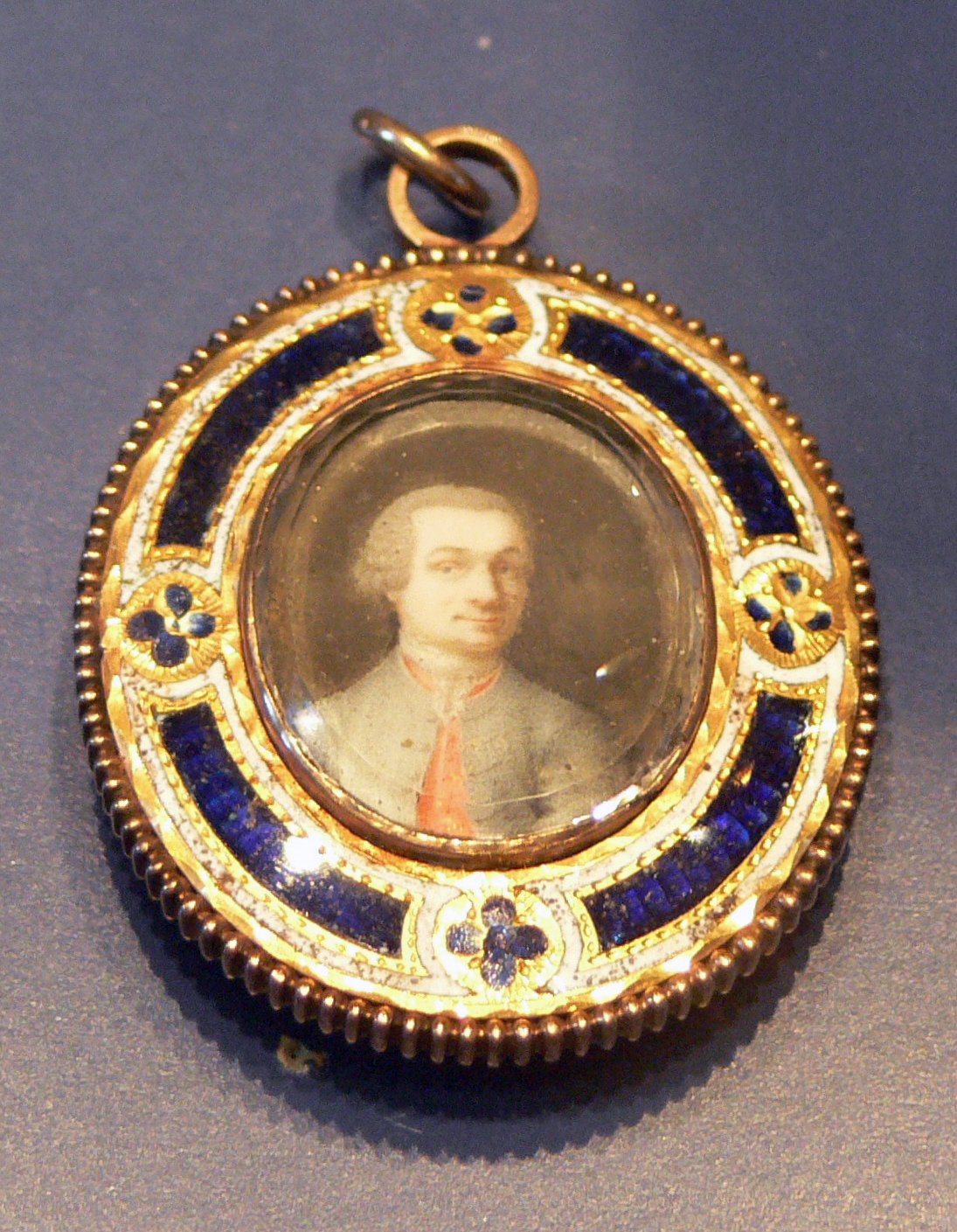
Médaillon (1756)
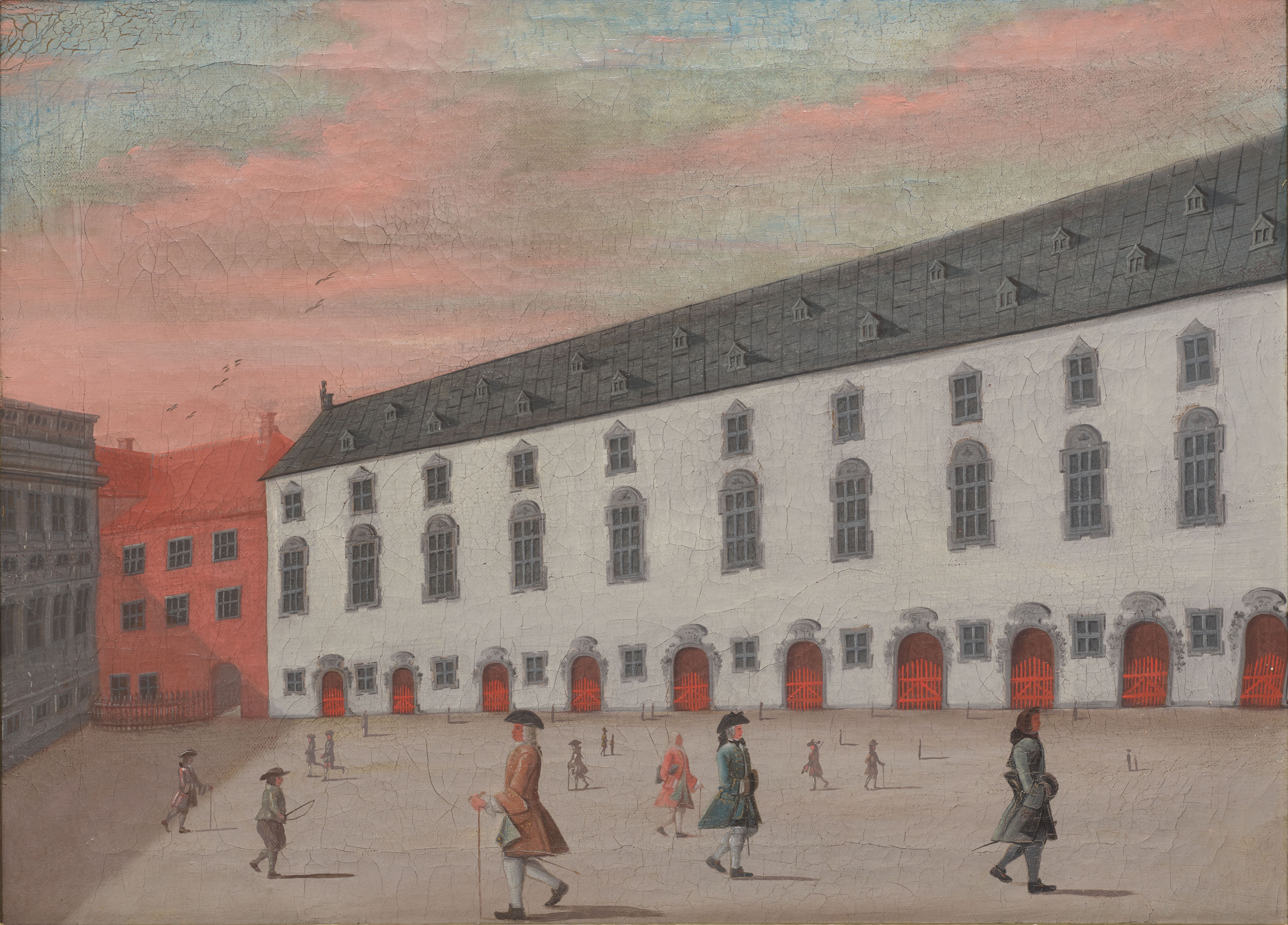
Cabinet des curiosités (1749)